# Taxillus pseudochinensis
Taxillus pseudochinensis är en tvåhjärtbladig växtart som först beskrevs av Yamamoto, och fick sitt nu gällande namn av Danser. Taxillus pseudochinensis ingår i släktet Taxillus och familjen Loranthaceae. Inga underarter finns listade i Catalogue of Life.